# Rejon Şahbuz
Rejon Şahbuz (azer. Şahbuz rayonu) – rejon w Azerbejdżanie, w Nachiczewańskiej Republice Autonomicznej.
Rejon od północy i wschodu graniczy z Armenią, od południowego wschodu z rejonem Culfa, od południa i zachodu z rejonem Babək.